# Felberia
Felberia è un genere di pesci ossei estinto, appartenente ai perleidiformi. Visse nel Triassico medio - superiore (circa 240 - 232 milioni di anni fa) e i suoi resti fossili sono stati ritrovati in Svizzera e in Italia. 

## Descrizione
Questo pesce era caratterizzato da un corpo molto alto e corto, ricoperto da scaglie alte e strette, fortemente ornamentate ma sottili. La testa era anch'essa molto alta e corta; il preopercolo aveva una regione ventrale di forma e dimensioni simili a quella ventrale e un opercolo più grande del subopercolo. La caratteristica principale di Felberia, tuttavia, era data dalla bocca, di piccole dimensioni ma dotata di una straordinaria dentatura: essa era costituita da denti lunghi e a forma di matita lungo il margine della bocca, mentre nella zona del palato erano presenti denti robusti e acuminati. Le pinne erano lunghe e delicate; la pinna dorsale e quella anale erano poste vicino alla coda, che era caratterizzata da sette raggi epassiali e da un lobo ventrale leggermente più grande di quello dorsale. 

## Classificazione
Il genere Felberia venne descritto per la prima volta nel 2004, sulla base di fossili ben conservati provenienti da terreni del Ladinico nei pressi di Meride (Canton Ticino, Svizzera, Monte San Giorgio (Unesco)); la specie tipo è Felberia excelsa. Altri fossili frammentari provengono da terreni più recenti (Carnico) e sono stati ritrovati in Italia, nei pressi di Oltre il Colle (provincia di Bergamo) e di Raibl (provincia di Udine). 
Felberia appartiene ai perleidiformi, un gruppo eterogeneo di pesci ossei dalle caratteristiche intermedie tra quelle degli arcaici paleonisciformi e quelle dei più derivati neopterigi. Felberia è ascrivibile alla famiglia Polzbergiidae, che comprende pesci dal corpo compresso lateralmente.

## Paleobiologia
La morfologia di Felberia, con il corpo alto e compresso lateralmente e la peculiare dentatura, indicano che questo pesce doveva essere molto specializzato: probabilmente predava piccoli crostacei nei pressi del fondale marino, che venivano catturati mediante i lunghi denti anteriori e poi triturati grazie ai forti denti palatali. Il corpo piatto e alto indica che Felberia non era un nuotatore veloce abile nel manovrare tra le scogliere. 